# PortAventura Caribe Aquatic Park
PortAventura Caribe Aquatic Park est un parc aquatique espagnol situé au sud-ouest de Barcelone sur les communes de Vila-seca et Salou, dans la province de Tarragone, sur la Costa Daurada. Il ouvre ses portes le 1er juin 2002. Il fait partie du complexe de loisirs PortAventura World.

## Description
Le parc aquatique PortAventura Caribe Aquatic Park propose 16 attractions réparties sur 50 000 m2, dont 8 500 m2 d'eau et 5 000 m2 de zones vertes et dédiées à la relaxation dans une végétation et un décorum inspirés des Caraïbes,.
Ce parc aquatique à thème caribéen propose divers toboggans aquatiques, une lazy river, deux plaines de jeux aquatiques de WhiteWater West (en), une piscine à vagues ainsi que d'autres piscines au sein d'une végétation de cinquante espèces de plantes, dont des palmiers. L'ensemble est localisé dans un espace à ciel ouvert et dans un espace couvert avec une réplique d'hydravion en surplomb. Quatre points de restauration et deux boutiques complètent l'offre.
Ouvert généralement trois mois et demi par an, PortAventura Caribe Aquatic Park a deux accès : une entrée principale pour les clients qui visitent exclusivement le parc aquatique et une autre qui relie le parc aquatique au quartier Mediterrània de PortAventura Park, pour les clients du parc à thèmes qui souhaitent profiter des installations aquatiques.

## Historique

Premier logo du parc aquatique.

Le 1er juin 2002, le parc aquatique ouvre ses portes sous le nom Costa Caribe. Sur l'enseigne, le logo Universal est accolé au terme Costa Caribe. Le complexe dans lequel il est situé, alors dénommé Universal Mediterranea, est officiellement inauguré le 13 juin 2002. Cet événement prend place à Costa Caribe, en présence de l'acteur Val Kilmer entre autres. ProSlide est le fournisseur des toboggans et les plaines de jeux aquatiques viennent des usines WhiteWater West. El Gran Caribe est la zone intérieure dans un bâtiment aux baies vitrées. Il dispose de toboggans, d'une piscine, d'une plaine de jeux aquatiques, de 3 jacuzzis et d'un sauna. Son volume d'eau est de 25 000 m3 et sa construction a nécessité 250 000 kilos de structures en acier. El Triángulo de las Bermudas est une piscine à vagues, El Río Loco est une lazy river de près de 1 500 mètres et El Torrente est un modèle Mammoth, un toboggan à bouées familiales de 4 personnes.
Conçu par l'entreprise canadienne Forrec (en), le parc propose à l'ouverture neuf attractions, 4 230 m2 de plages artificielles et de 4 760 m2 de zones aquatiques,.
Ouvert du 1er juin 2002 au 6 janvier 2003 pour sa première saison, le parc dispose d'une superficie de 34 262 m2,.
En 2005, le complexe et les parcs sont rebaptisés, Costa Caribe est alors renommé Caribe Aquatic Park. Celui-ci est amputé des jacuzzis et du sauna la même année. Il change encore de nom 2010 pour PortAventura Aquatic Park. Le parc a accueilli plus de 3 millions de nageurs en dix ans.
Maintes fois reporté, le projet d'extension de PortAventura Aquatic Park est concrétisé avec une ouverture au public le 18 mai 2013. Avec cette expansion de 1,4 hectare, il atteint dorénavant 5 hectares. ProSlide est le fournisseur des installations. Les dix millions d'euros du budget sont employés pour différentes nouveautés dont la construction de King Khajuna, le toboggan de chute libre le plus haut d'Europe. Autre ajout, Ciclón Tropical est un toboggan de type Multi Bump. La troisième nouveauté nommée Rapid Race est un toboggan à six pistes. Sésamo Beach est une piscine pour enfants aux couleurs de 1, rue Sésame accolée à l'espace ludique Cayo Cookie. Playa Paraíso est la piscine pour adultes. Un nouveau point de restauration complète l'offre. Le parc aquatique totalise dorénavant seize attractions.
L'offre de PortAventura Aquatic Park est décisive pour une partie du public international du complexe. Plus de 50 % des nageurs viennent d'au-delà des frontières espagnoles, surtout les britanniques et les russes. Selon une étude, la présence du parc aquatique incite ces derniers à séjourner à PortAventura durant leurs vacances.
En 2016, le parc aquatique PortAventura Aquatic Park est renommé PortAventura Caribe Aquatic Park.
|                                               | 2012      | 2013      | 2014      | 2015      | 2016      | 2017      | 2018      | 2019      | 2020    |
| Visiteurs des parcs                           | 3 703 217 | 3 700 000 | 3 819 474 | 3 940 444 | 3 896 901 | 4 715 088 | 4 962 512 | 5 179 104 | 847 461 |
| Visiteurs de PortAventura Caribe Aquatic Park | 263 773   |           | 324 476   | 313 831   | 367 993   | 335 351   | 326 611   | 329 896   | 0       |
| Visiteurs internationaux                      | 35 %      | 38 %      | 36 %      | 33 %      | 33 %      | 33 %      | 36 %      | 36 %      | 13 %    |

## Attractions

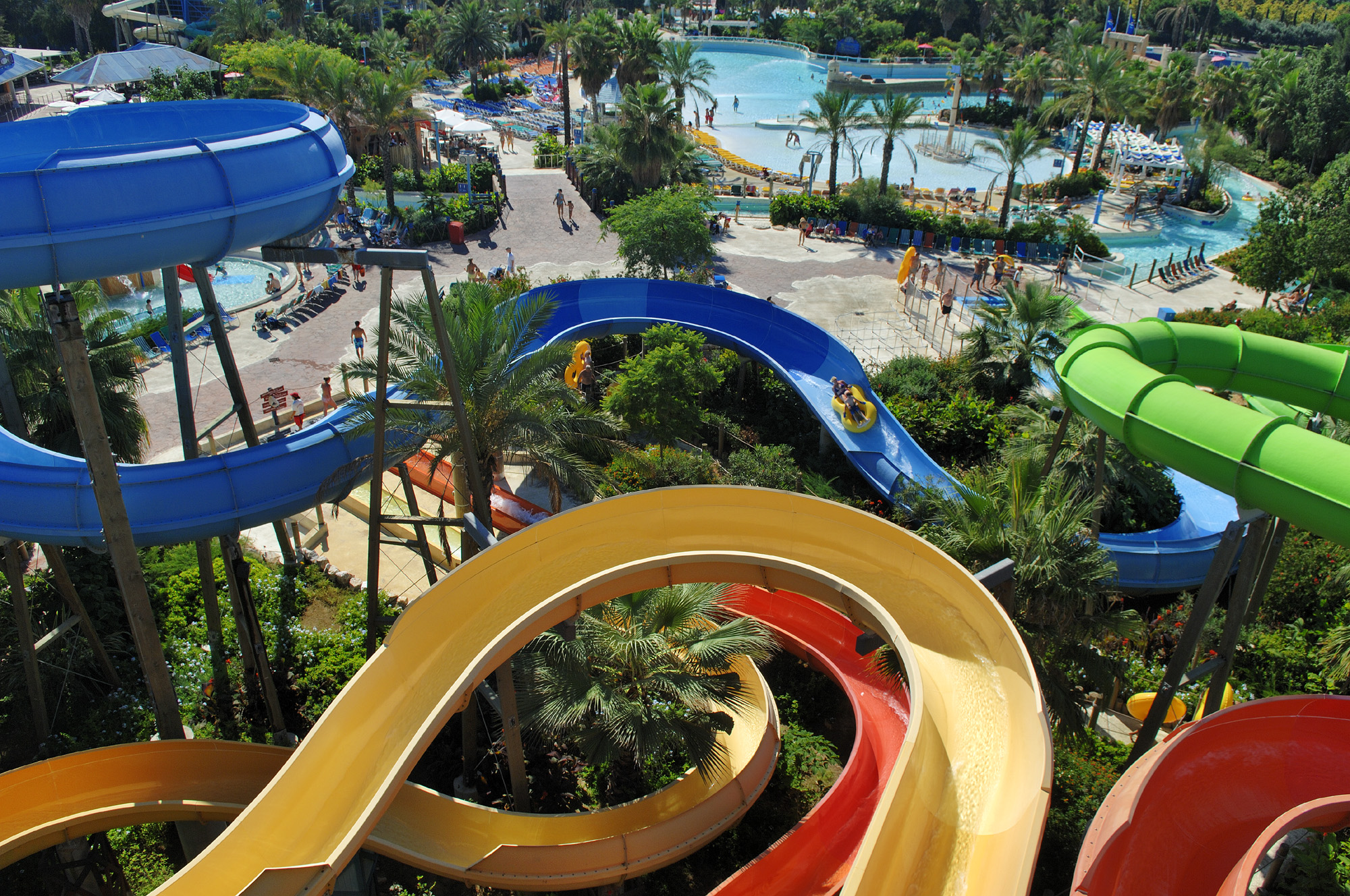
Barracudas et The Mambo and Limbo.

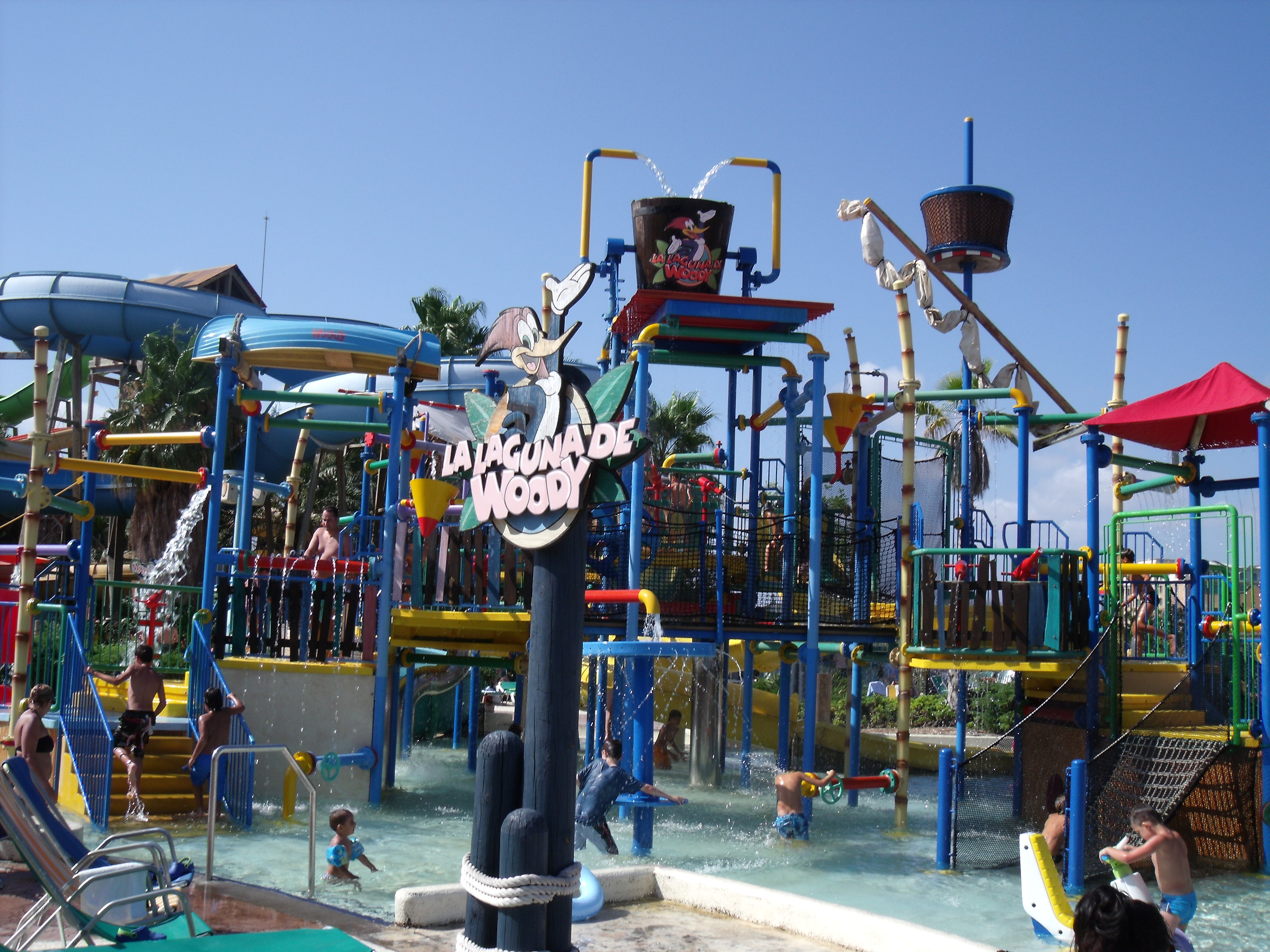
La Laguna de Woody.

- Bahama Beach : cette section d'El Triángulo de las Bermudas est une grande piscine peu profonde pour se détendre (2002).
- Barracudas : deux toboggans bleu et vert de 12 mètres de haut qui passent dans une forêt de palmiers. La descente s'effectue à bord de bouées de deux personnes. La tour de départ est partagée avec The Mambo and Limbo (ProSlide, 2002).
- Cayo Cookie : espace ludique dédié à Cookie avec jets d'eau interactifs (2013).
- Ciclón Tropical : toboggan de type Multi Bump proposant un parcours ondulé doté de deux changements d'inclinaison, pour 19,64 mètres de haut et plus de 100 mètres de long (ProSlide, 2013).
- El Galeón Pirata : bateau pirate habité par les personnages de 1, rue Sésame qui dispose de quatre toboggans (2013).
- El Gran Caribe : zone indoor dans un bâtiment vitré modulable. L'hiver, il peut être fermé et chauffé. Il possède des toboggans, une plaine de jeux aquatique de WhiteWater West, un restaurant et une piscine surplombée par une réplique d'hydravion (2002).
- El Río Loco : ceinturant la piscine à vagues, cette lazy river de près de 1 500 mètres est agrémentée de jets d'eau et de cascades. Elle est accessible en trois points de son parcours ainsi que par la piscine couverte (2002).
- El Tifón : accessibles depuis El Gran Caribe, ces deux toboggans tubulaires de 15 mètres de haut passent au-dessus d'El Rio Loco et aboutissent dans le même bâtiment principal (ProSlide, 2002).
- El Torrente : toboggan à bouées familiales de 4 personnes. Le parcours fait plus de 200 mètres de long. Cette attraction est dotée d'un dispositif photo au cours du trajet. (ProSlide, 2002).
- El Triángulo de las Bermudas : piscine à vagues (2002).
- King Khajuna : le toboggan de chute libre le plus haut d'Europe, soit 31 m pour une pente de 55° et une vitesse de 6 m/s[3],[18] (ProSlide, 2013).
- La Laguna de Woody : piscine et plaine de jeux aquatiques pour enfants. Dédiée à Woody Woodpecker, la Laguna de Woody se situe au centre de PortAventura Caribe Aquatic Park (WhiteWater West, 2002).
- Playa Paraíso : piscine tropicale pour adultes dont le but est la détente avec ses lits d'eau par exemple. Elle est connectée à Sésamo Beach (2013).
- Rapid Race : toboggan à six pistes avec de légères bosses (ProSlide, 2013).
- Sésamo Beach : piscine pour enfants avec deux profondeurs différentes : une de 50 cm et l'autre de 30 cm (2013).
- The Mambo and Limbo : deux toboggans jaune et rouge entrelacés. Ils ont une hauteur maximale de 12 mètres de haut et passent à travers une forêt de palmiers. La tour de départ est partagée avec Barracudas (ProSlide, 2002)[6].